# 吉县
吉县是中华人民共和国山西省临汾市所辖的一个县。总面积为1779平方公里，縣人民政府駐吉昌鎮。黄河壶口瀑布在此境内。

## 行政区划
吉县下辖3个镇、5个乡：
吉昌镇、屯里镇、壶口镇、车城乡、文城乡、东城乡、柏山寺乡和中垛乡。

## 人口
根據第七次人口普查數據，截至2020年11月1日零時，吉縣常住人口為87374人。

## 交通
- 309国道过境。